# Delissi

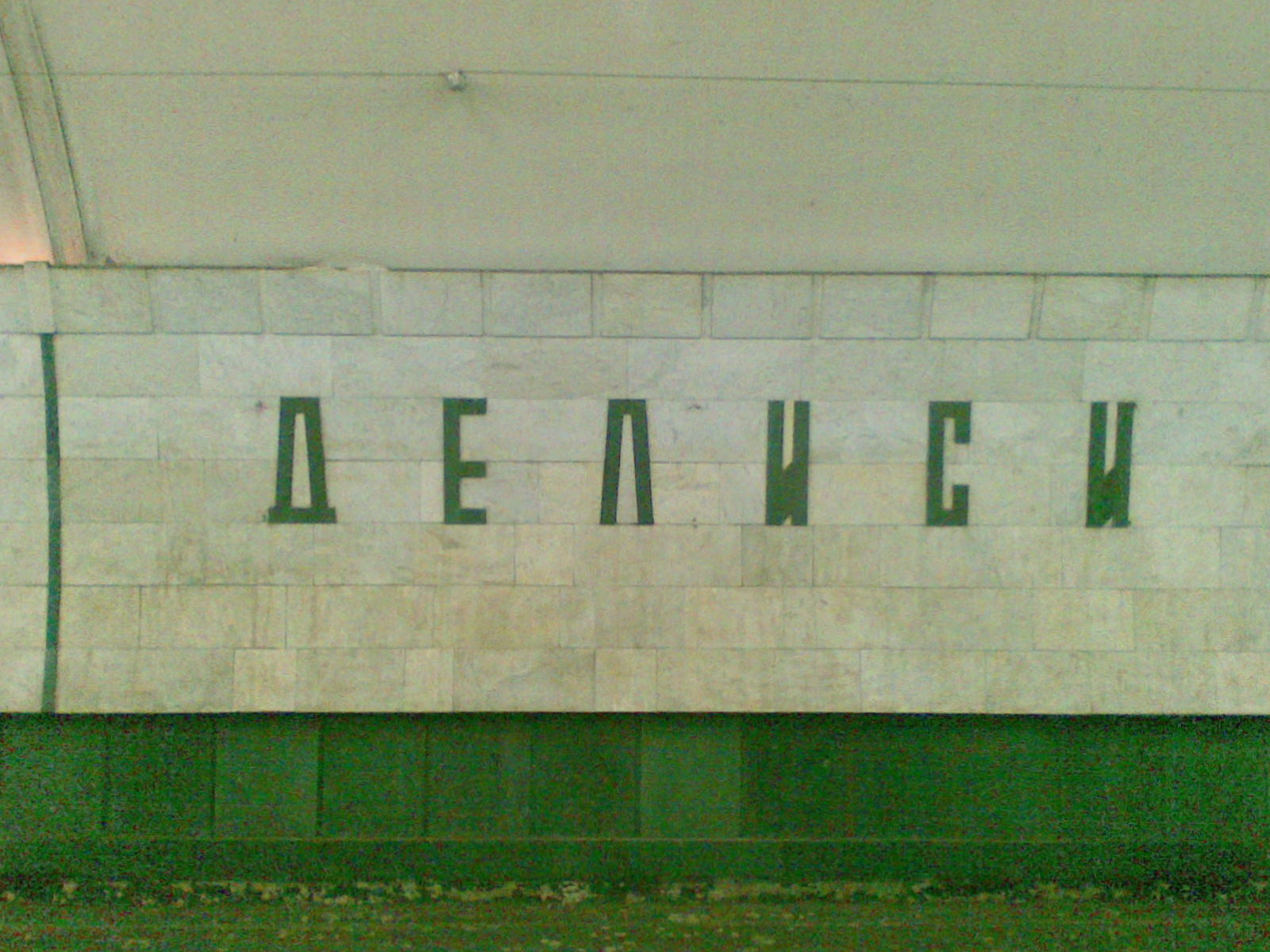
Die kyrillische Schreibweise von Delissi im U-Bahnhof.

Delissi (georgisch დელისი, russisch Делиси), von 1979 bis 1992 und 1998 bis 2006 Viktor Goziridse (georgisch ვიქტორ გოცირიძე, russisch Виктор Гоциридзе), oft auch nach dem Englischen Delisi oder seltener Delißi, ist eine Station der Metro Tiflis. Sie wurde 1979 eröffnet. Architekt war N. Lomidse. Die Station verfügt über zwei Eingänge, aber statt Rolltreppen sind Steintreppen vorhanden. Delissi war ursprünglich Endpunkt der Saburtalo-Linie, aber seit der Eröffnung der Station Wascha-Pschawela im Jahre 2002 ist Delissi nur noch die vorletzte Station. Von 1979 bis 1992 und erneut von 1998 bis 2006 hieß sie nach Wiktor Goziridse. Seit 2011 heißt die Station Goziridse (Metro Tiflis) nach Wiktor Goziridse.